# Canthochilum ciboney
Canthochilum ciboney är en skalbaggsart som beskrevs av Matthews 1969. Canthochilum ciboney ingår i släktet Canthochilum och familjen bladhorningar. Inga underarter finns listade.